# AFC Săgeata Năvodari
Az AFC Săgeata Năvodari román labdarúgócsapat volt năvodari székhellyel. Színei: kék-fehér.
Hazai mérkőzéseiket a 15000 fő befogadására alkalmas Fural Stadionban játszották.

## Történet
Az AS Săgeata Stejaru befektetői 2010 júliusában úgy döntöttek, hogy Stejarut elhagyva egy új labdarúgócsapatot alapítanak AFC Săgeata Năvodari néven. A 2010–11-es és a 2011–12-es évadban egyaránt a harmadik helyen végeztek a másodosztályban.  A 2012–13-as idényt a második helyen zárták 7 ponttal az FC Botoșani mögött és ezzel történetük során először kiharcolták az élvonalba kerülést.
2015-ben feloszlott.

## Sikerei
Liga II
- Ezüstérmes (1): 2012–13
- Bronzérmes (2): 2010–11, 2011–12

## Külső hivatkozások
- Az AFC Săgeata Năvodari hivatalos honlapja
- Adatok, információk a soccerway.com honlapján